# Bieszczady

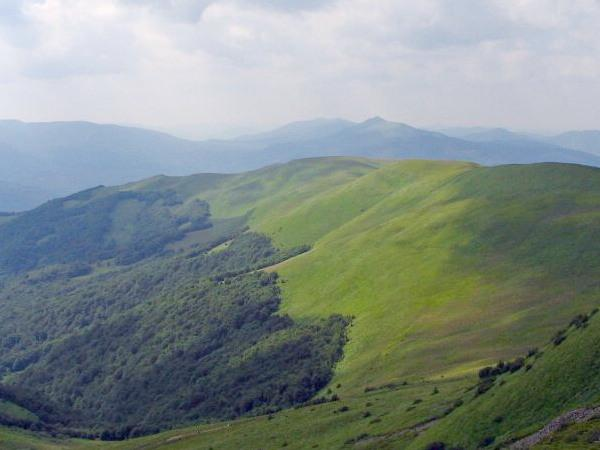
Blick von dem Gipfel Tarnica

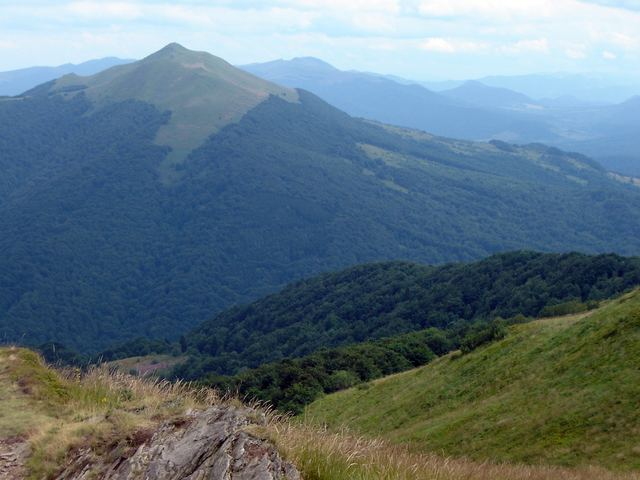
Blick von der Alm Połonina Wetlińska

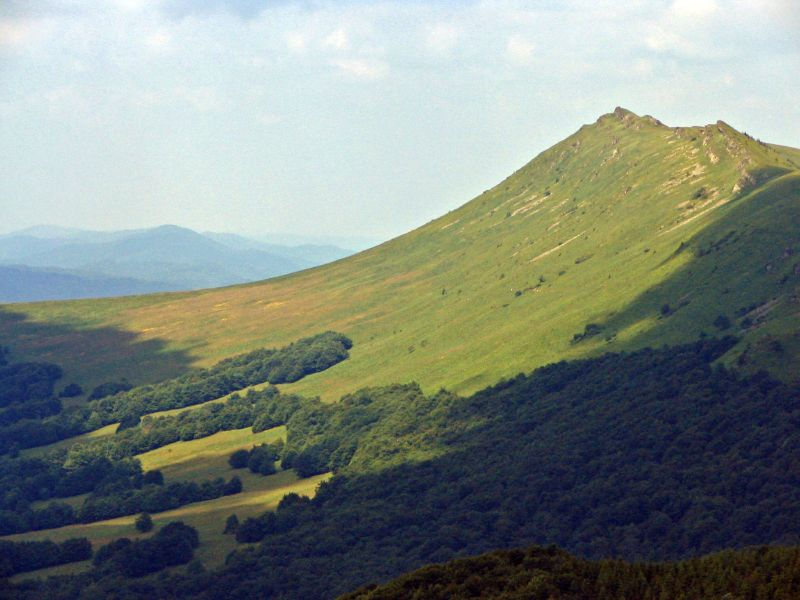
Blick auf den Gipfel Krzemień

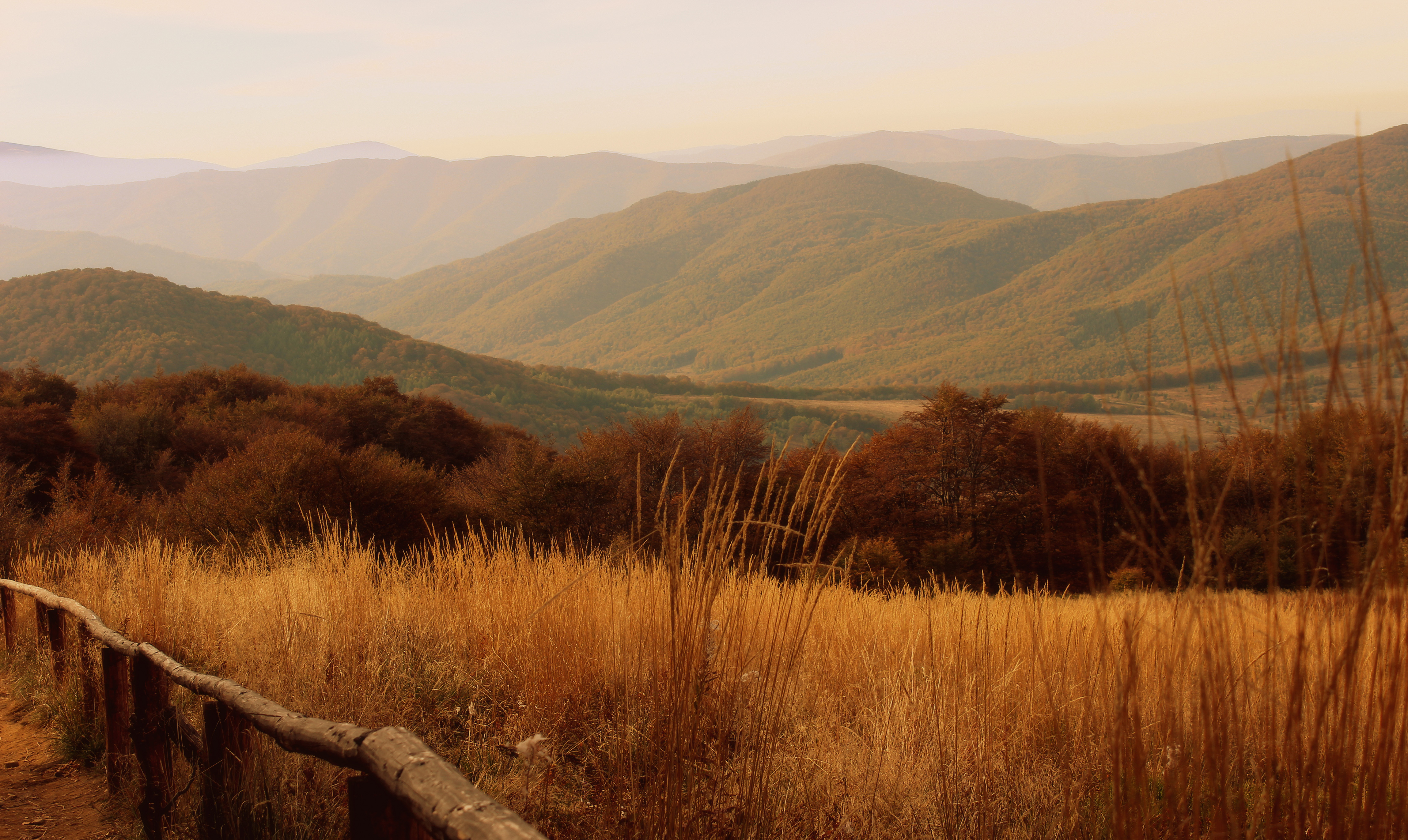
Bieszczady-Nationalpark

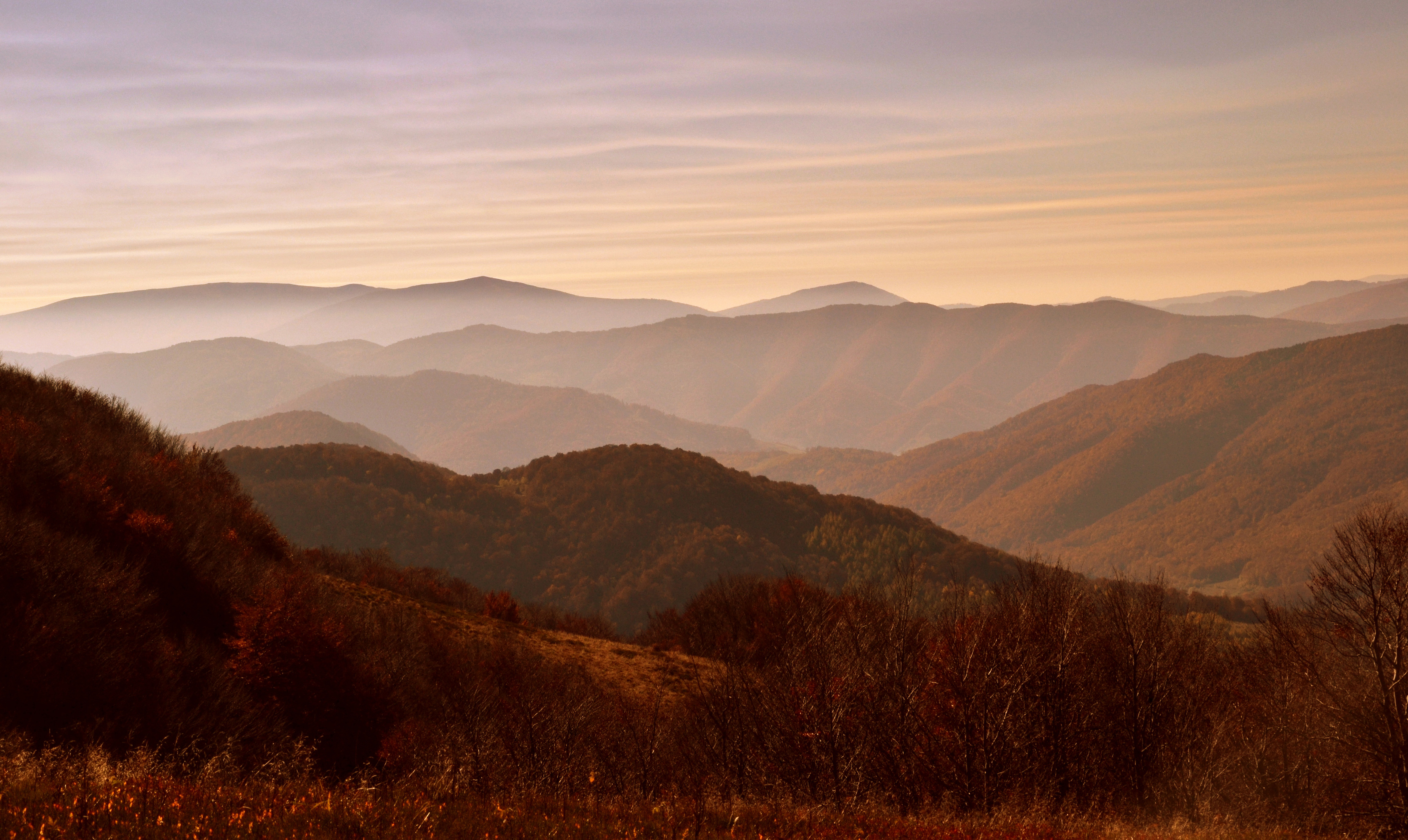
Bieszczady-Nationalpark

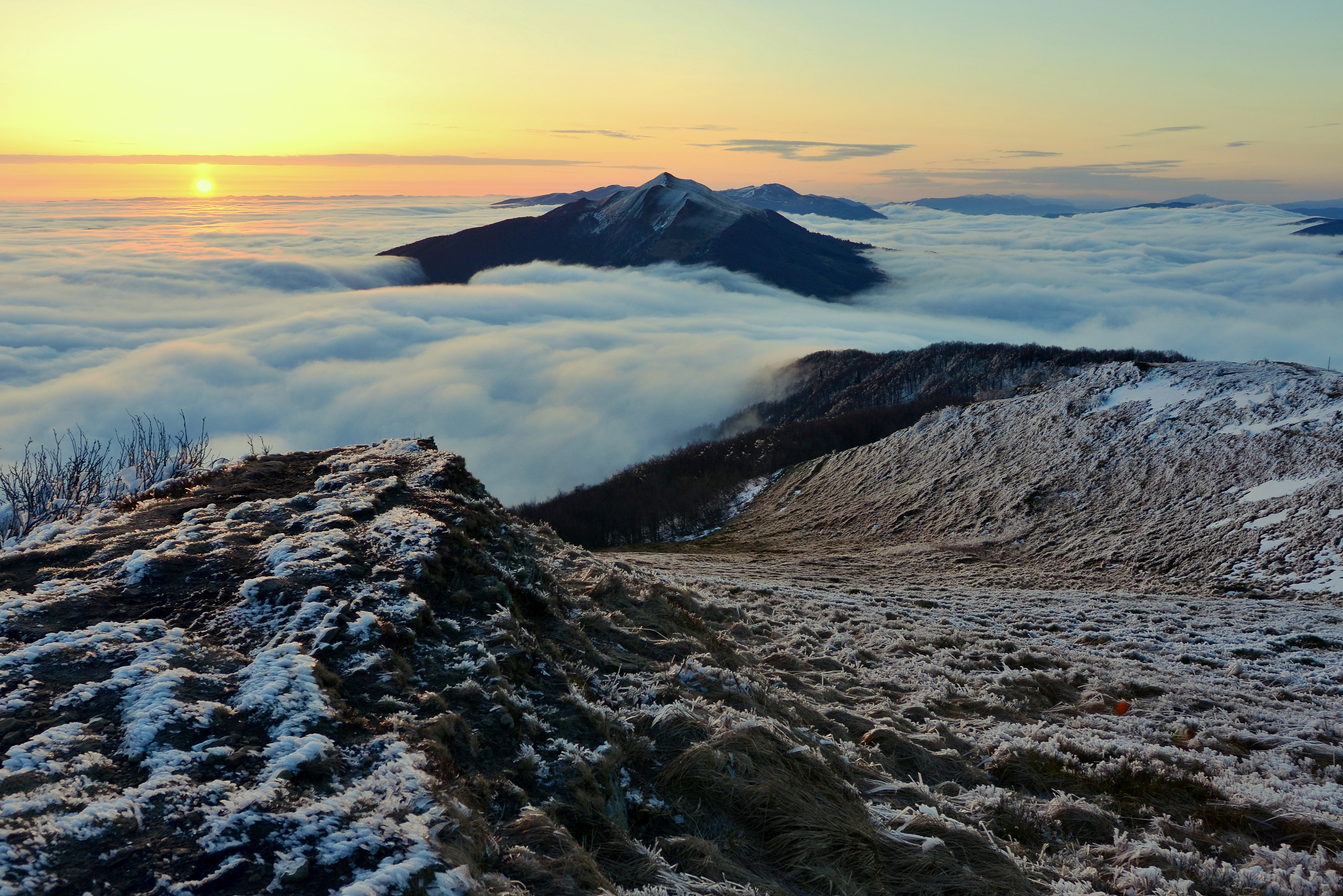
Bieszczady-Nationalpark im Winter

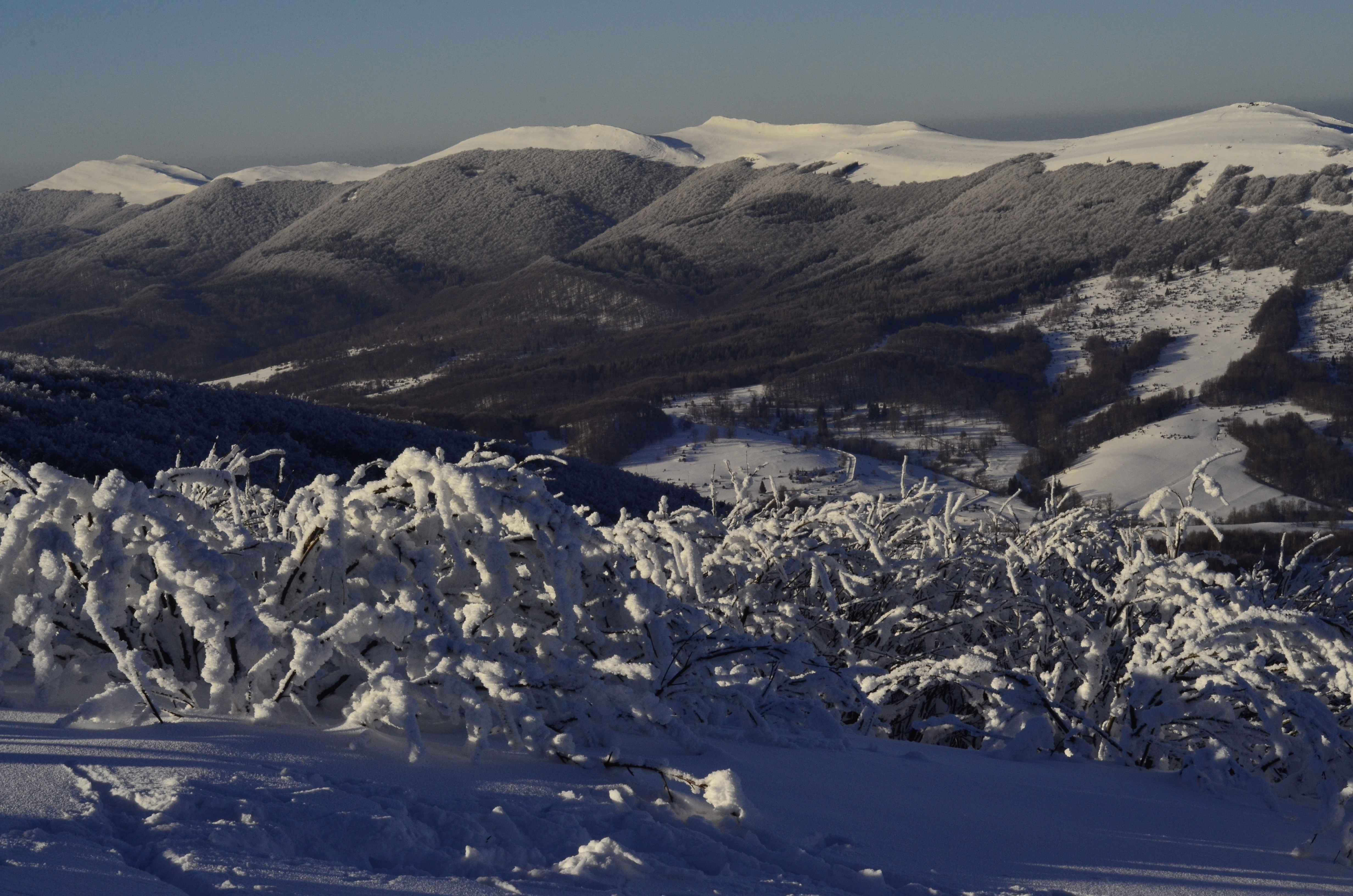
Połonina Wetlińska im Winter

Die Bieszczady [bʲɛ'ʃtʃadɨ] (polnisch Bieszczady, ukrainisch Бещади Beschtschady) sind ein Gebirgszug der Karpaten in der Woiwodschaft Karpatenvorland in Südostpolen und – je nach Definition der Ostgrenze – den angrenzenden Gebieten der Ukraine. In der Slowakei gehen die Bieszczady in die Bukovské vrchy über. Sie sind Teil der Ostbeskiden sowie der Waldkarpaten, wobei ihre Ostgrenze unterschiedlich definiert wird.
Die höchste Erhebung ist nach der gängigen Annahme der Ostgrenze am Uschok-Pass der Gipfel Tarnica mit 1346 m n.p.m. in Polen. Soweit man die Waldkarpaten östlich des Uschok-Passes und westlich des Wyszkowska-Passes ebenfalls zu den Bieszczady rechnet, so wie dies vor 1939 gängige Praxis war, als das ganze Gebiet zur Zweiten Polnischen Republik gehörte, werden diese als Ostbieszczady und die eigentlichen Bieszczady als Westbieszczady bezeichnet. Ihr höchster Gipfel ist mit 1408 m der Pikuj in der Ukraine.

## Etymologie und  Geschichte
Der Begriff Bieszczady wird heutzutage nur in Polen verwendet. Soweit in der Slowakei und der Ukraine der Ausdruck verwendet wird, bezieht er sich in der Regel auch nur auf den in Polen gelegenen Teil des Gebirges. In der Slowakei werden die Gebirge Bukovské vrchy (‚Bukovec-Berge‘) genannt und in der Ukraine haben sich verschiedene Namen, die meist das Wort Beskid (ukrainisch Бескиди) enthalten, etabliert.
1269 wird die Landschaft als Beschad Alpes Poloniae erwähnt. Die Landschaft wurde im 15. und 16. Jahrhundert auch als Beyszkod, Byesczad, Byeskad, Byesczad, und im 17. Jahrhundert als Poloniae Alpe Biesczade bezeichnet, was sich etwa mit polnische Alpen Besczade übersetzen lässt (die slowakische Bezeichnung Poloniny – für die Gegend, wie auch die ganzen Waldkarpaten – steht hingegen zu Polonina ‚Alm‘).
Die Herkunft des Namens lässt sich nicht mehr genau festlegen. Nach einer Ansicht leitet es sich vom polnischen Wort Bies (Plural Biesy) ab, dass sich als ‚Dämon(en)‘ oder ‚Teufel‘ übersetzen lässt. Nach einer anderen Ansicht soll es sich von dem mittelhochdeutschen beshêt oder beskēt herleiten, was Wasserscheide bedeutet, also ebenso zu Beskiden steht wie die heutige polnische Form Beskidy: Historisch gesehen wurden die Namen Bieszczady und Beskid jahrhundertelang benutzt, um die Berge zu beschreiben, die Polen von Ruthenien und dem Königreich Ungarn trennen. Zeitgenössische Autoren betonen aber, dass den Einheimischen der Gebirgsname an sich unbekannt war, und hier nur Namen für Kleingruppen üblich waren.
Im 19. Jahrhundert wurde der ganze Gebirgszug – beiderseits der österreichischen Grenze, sowohl von den Galiziern als auch Ungarn – Bieszczad (Bieschtschad) genannt, und ist auch nur in der Form Bieszczady-Gebirge in das Deutsche eingegangen.

## Naturausstattung

### Geologie
Der oberflächennahe geologische Untergrund wird überwiegend von tertiären Sandsteinen und Flysch gebildet.

### Nationalpark
Der Bieszczady-Nationalpark ist Teil des 1992 geschaffenen UNESCO Biosphärenreservats Ostkarpaten (Biosphärenreservat Karpaten). Der Nationalpark ist mit einer Fläche von über 29.000 Hektar der größte polnische Gebirgs-Nationalpark.

### Klima
Die Jahresmitteltemperaturen reichen von 6 °C im San-Tal bis zu 2 °C in den Gipfellagen. Die gemittelten Jahresniederschlagssummen reichen von 900 mm bei Lutowiska bis hin zu 1200 mm in den Kammlagen. Das Klima ist geprägt von atlantischen Tiefausläufern, die im Winter für viel Schneefall und im Sommer für ergiebige Regenfälle sorgen. Die Täler sind häufig von Nebel erfüllt, der bis in die Hochlagen hinauf reichen kann.

### Vegetation
In den Tälern bestehen Auenwiesen und Bachauenwälder, die v. a. von Grauerlen gebildet werden. An den Berghängen sind Buchen- und Weißtannen-Buchenwälder entwickelt, die in etwa 1100 bis 1200 m Höhe als Krummholz die Waldgrenze bilden können. Häufig wird sie aber von Latschenkiefern und Grünerlen gebildet. Die subalpine Zone wird von artenreichen Borstgrasrasen und Felsfluren geprägt. Dort finden sich auch die Standorte endemischer Pflanzenarten der Karpaten wie z. B. Weißer Wachtelweizen (Melampyrum saxosum), Dichtblütige Nelke (Dianthus compactus), Ostkarpaten-Eisenhut (Aconitum lasiocarpum), Rosa Schwarzwurzel (Scorzonera rosea), Waldsteins Kratzdistel (Cirsium waldsteinii) und Viola dacica.
Auf großer Fläche wurden die Buchenwälder seit langem nicht mehr genutzt und weisen daher urwaldartige Strukturen und hohe Anteile an Alt- und Totholz auf.

### Poloninen

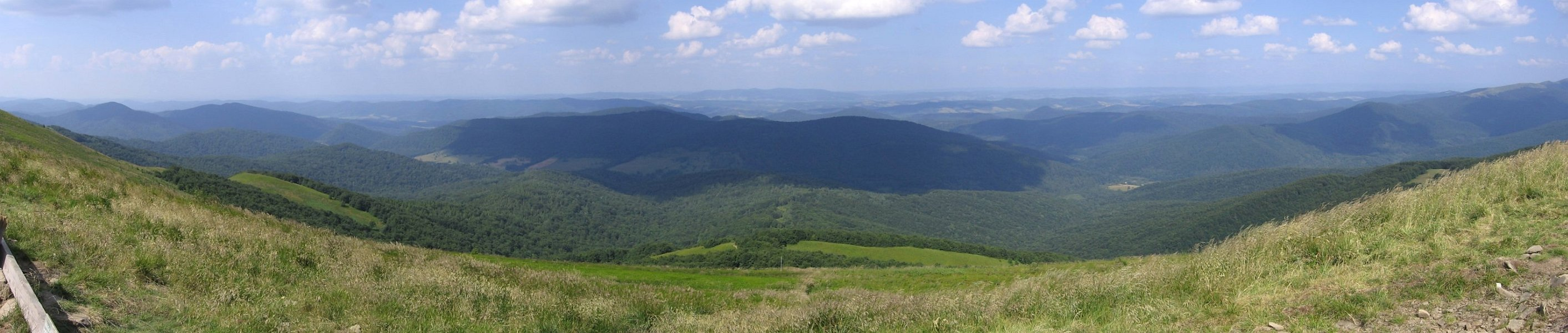
Blick von der Połonina Caryńska

Eine Besonderheit der Bieszczady sind die Poloninen. Damit bezeichnet man die unbewaldeten Kammlagen der Höhenzüge, die hauptsächlich mit Gräsern bewachsen sind. Einige Poloninen wurden früher als Hochweide genutzt.
Bekannteste Poloninen:
in Bieszczady (Polen):
- Połonina Caryńska (Gipfel 1297 m; Teil der Bieszczady)
- Połonina Wetlińska (höchste Erhebung: „Roh“ 1255 m; Teil der Bieszczady)
- Połonina Bukowska (höchste Erhebung: „Halicz“ 1333 m; Teil der Bieszczady)
- Połonina Dźwiniacz (höchste Erhebung: „Bukowe Berdo“-Buchenspitze 1312 m; Teil der Bieszczady)

### Tierwelt
Die wild lebende Tierwelt der Bieszczady beherbergt alle großen Tierarten Mitteleuropas wie Braunbär, Wolf, Luchs, Wildkatze, Wisent, Rothirsch, Biber und Fischotter in lebensfähigen Populationen. Unter den Vogelarten sind allen voran Steinadler, Schreiadler und Schwarzstorch zu nennen.
Bemerkenswert ist auch der Karpatenmolch (Triturus montandoni), der in allen Kleingewässern angetroffen werden kann.
Der Wisent wurde in den 1920er Jahren wieder eingebürgert und lebt in den Bieszczady-Bergen seit 1952 wieder wild.
Für den Braunbären sind die Bieszczady-Berge eines der wichtigsten Rückzugsgebiete in Polen. Seine Population wird dort mit 50 Tieren angegeben.
Die großen Säuger sind insgesamt sehr scheu und nur selten zu Gesicht zu bekommen. Allenfalls Spuren sind öfter anzutreffen oder das Heulen der Wölfe ist zu vernehmen.

## Wichtigste Flüsse und Bäche
in Bieszczady:
- San
- Wisłok (Weisslog)
- Osława  (Oslawa)
- Halicz
- Solinka
- Osławica
- Wetlinka
- Czarny
- Jasieńka
- Królówka
- Dołżyca
- Strwiąż
- Mszanka

in den Ostbeskiden (Ukraine)
- Usch
- Stryj
- Dnister

## Tourismus
Im Gegensatz zur Tatra sind die Bieszczady noch nicht sehr stark vom Tourismus geprägt.
Die früher zahlreiche Bevölkerung der Bieszczady wurde 1947 in der sogenannten Aktion Weichsel zu einem großen Teil zwangsumgesiedelt. Danach blieb die Region viele Jahre sich selbst überlassen. Auch heute ist trotz des Tourismus das menschliche Einwirken in die Natur gering. Das Reservat des Bieszczady-Nationalparks ist zu 80 % mit Wald bedeckt, enthält eines der am wenigsten gestörten Ökosysteme und bietet die wichtigste Zuflucht für große Tiere urzeitlicher Lebensräume in Europa. Es wird deshalb auch als der polnische Wilde Osten bezeichnet. Darüber hinaus bewahrt das Gebiet Elemente des Kulturerbes der zum größten Teil vertriebenen Lemken und Bojken wie zum Beispiel hölzerne Sakral-Architektur und traditionelle Landwirtschaft.

## Größere Orte
- Lesko
- Ustrzyki Górne
- Ustrzyki Dolne
- Solina
- Baligród
- Cisna
- Polańczyk
- Wetlina
- Smerek
- Lutowiska
- Czarna Górna

## Liste der wichtigsten Erhebungen

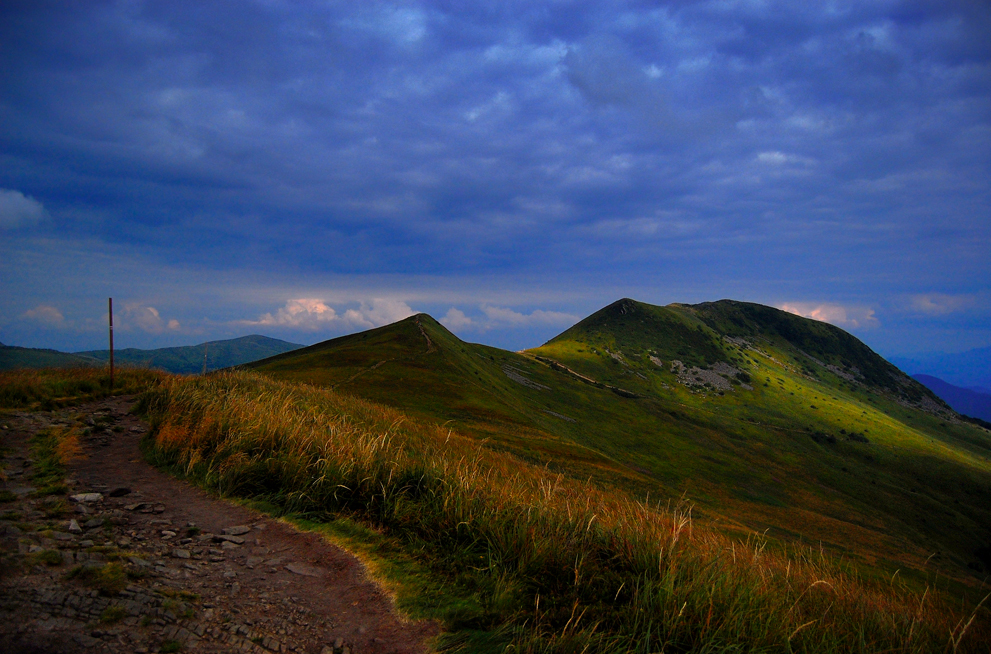
Tarnica,

- Tarnica 1346 m
- Krzemień 1335 m
- Halicz 1333 m
- Bukowe Berdo 1312 m
- Wielka Rawka 1307 m
- Polonina Caryńska 1297 m
- Roh 1255 m
- Smerek 1222 m
- Krzemieniec 1221 m
- Wołosań 1071 m
- Przysłup 1006 m
- Chryszczata 998 m
- Jaworne 992 m
- Matragona 990 m
- Krąglica 943 m
- Kopa 943 m
- Wysoki Groń 905 m
- Głęboki Wierch 890 m
- Maguryczne 884 m
- Rydoszowa 880 m
- Gmyszów Wierch 876 m
- Pasika 848 m